# Honingzuigers
Honingzuigers (Nectariniidae) zijn een familie van vogels uit de orde van de zangvogels. De meeste soorten uit deze familie komen voor in Afrika, Zuid- en Zuidoost-Azië en een paar soorten in het noorden van Australië. In Zuid-Afrika worden ze suikerbekkies genoemd.

## Kenmerken
Het verenkleed van de mannetjes is sterk iriserend, dat van de vrouwtjes is meestal grijsgroen. Na de rui krijgen de mannetjes een saai vederkleed, net als de vrouwtjes. Het zijn meestal kleine vogels, de lichaamslengte varieert van 8 tot 22 cm. Ze hebben een lange snavel. De snavel en de tong lijken sterk op die van de kolibries: lang, dun, kokervormig, vanaf de wortel smal, laag gebogen, soms sikkelvormig, steeds spits en zwart. Alleen aan de onder snavel lichter gekleurd. Honingzuigers zijn levendig en vlug, het zijn actieve vogels.  

## Leefwijze
De meeste honingzuigers leven van nectar, soms wordt dit aangevuld met vruchtvlees of vruchtensap, vooral om hun jongen te voeden, hoewel ze ook insecten vangen. Hun vlucht is snel, direct en rechtlijnig, maar duurt nooit lang. Ze hebben korte vleugels. Hoewel het zeer behendige vliegers zijn kunnen ze niet achteruit vliegen. Op de takken kunnen ze makkelijk lopen zonder daarbij gebruik te maken van hun vleugels. Meestal worden honingzuigers alleen of in paartjes aangetroffen, maar ze vormen ook wel kleine troepen om gezamenlijk bloeiende struiken en grote bomen af te zoeken. Daarbij jagen ze zonder echt agressief te doen elkaar na, onder het uitstoten van korte scherpe roepen.
Wat betreft hun foerageergedrag lijken honingzuigers op de kolibries uit Amerika en de honingeters van Australië.

## Voortplanting
Het mannetje en vrouwtje bouwen samen het nest en verzorgen beiden de jongen, de eieren worden echter alleen door het wijfje bebroed. De eivormige nesten zijn gemaakt van mos en spinrag en worden meestal opgehangen aan twijgen en takken. Een nest is altijd gesloten en gewoonlijk buidelvormig met een opening opzij. In het algemeen worden er twee eieren gelegd, deze vertonen fijne bruine of zwarte vlekjes op een zeer lichte ondergrond. Een paartje blijft maar voor een broedseizoen bij elkaar. 

## Taxonomie
Deze familie is het meest verwant met de bastaardhoningvogels. Ze zijn niet verwant aan de kolibries, deze laatste zijn geen zangvogels maar behoren tot de orde van de Apodiformes. Het zijn ook geen naaste verwanten van de Australische honingeters. Hoewel ze door hun fijne snavels erg lijken op insectenetende soorten, behoren ze tot de superfamilie Passeroidea, een clade met veel zaadetende vogelsoorten, maar ook fijnsnavelige insecteneters zoals de piepers en kwikstaarten.
De familie telt 16 geslachten en 152 soorten. Over de plaatsing in een bepaald geslacht is vaak geen consensus.

### Lijst van geslachten
- Chalcomitra (7 soorten onder andere roodborsthoningzuiger)
- Aethopyga (18 soorten, onder andere Apo-honingzuiger)
- Anabathmis (3 soorten)
- Anthobaphes (één soort: oranjeborsthoningzuiger)
- Anthreptes (14 soorten onder andere bruinkeelhoningzuiger)
- Arachnothera (spinnenjagers, tien soorten onder andere gestreepte spinnenjager)
- Chalcoparia (één soort: roodwanghoningzuiger)
- Cinnyris (meer dan 50 soorten, onder andere purperhoningzuiger)
- Cyanomitra (zeven soorten onder andere de olijfgroene honingzuiger)
- Deleornis (twee soorten)
- Drepanorhynchus (één soort: roodwanghoningzuiger)
- Dreptes (één soort: reuzenhoningzuiger)
- Hedydipna (vier in Afrika en Arabië voorkomende soorten, waaronder nijlhoningzuiger)
- Kurochkinegramma (één soort: gestreepte honingzuiger)
- Leptocoma (vier soorten, onder andere purperkeelhoningzuiger)
- Nectarinia (zes soorten, onder andere Tacazze-honingzuiger)

Acanthisittidae (Rotswinterkoningen) · Acanthizidae (Australische zangers) · Acrocephalidae (Rietzangers) · Aegithalidae (Staartmezen) · Aegithinidae (Iora's) · Alaudidae (Leeuweriken) · Alcippeidae (Alcippes) · Artamidae (Spitsvogels) ·  Atrichornithidae (Doornkruipers) · Bernieridae (Madagaskarzangers) · Bombycillidae (Pestvogels) · Buphagidae (Ossenpikkers) · Calcariidae (IJsgorzen) · Callaeidae (Nieuw-Zeelandse lelvogels) · Calyptomenidae (Afrikaanse breedbekken) · Calyptophilidae (Tapuittangaren) · Campephagidae (Rupsvogels) · Cardinalidae (Kardinaalachtigen) · Certhiidae (Echte boomkruipers) · Cettiidae (Struikzangers) · Chaetopidae (Rotsspringers) · Chloropseidae (Bladvogels) · Cinclidae (Waterspreeuwen) · Cinclosomatidae (Kwartellijsters) · Cisticolidae (Graszangers) · Climacteridae (Australische kruipers) · Cnemophilidae (Satijnvogels) · Conopophagidae (Muggeneters) · Corcoracidae (Slijknestkraaien) · Corvidae (Kraaien) · Cotingidae (Cotinga's) · Dasyornithidae (Borstelvogels) · Dicaeidae (Bastaardhoningvogels) · Dicruridae (Drongo's) · Donacobiidae (Zwartkopdonacobius) · Dulidae (Palmtapuiten) · Elachuridae (Elachura) · Emberizidae (Gorzen) · Erythrocercidae (Elfmonarchen) · Estrildidae (Prachtvinken) · Eulacestomatidae (Leldikkop) · Eupetidae (Ralbabbelaars) · Eurylaimidae (Breedbekken en hapvogels) · Falcunculidae (Harlekijndikkoppen) · Formicariidae (Mierlijsters) · Fringillidae (Vinkachtigen) · Furnariidae (Ovenvogels) · Grallariidae (Mierpitta's) · Hirundinidae (Zwaluwen) · Hyliidae (Hylia's) · Hyliotidae (Hyliota's) · Hylocitreidae (Bessendikkop) · Hypocoliidae (Zijdestaarten) · Icteridae (Troepialen) · Icteriidae (Geelborstzanger) · Ifritidae (Ifrita) · Irenidae (Irena's) · Laniidae (Klauwieren) · Leiothrichidae (Babbelaars) · Locustellidae (Sprinkhaanzangers) · Machaerirhynchidae (Bootsnavels) · Macrosphenidae (Afrikaanse zangers) · Malaconotidae (Bosklauwieren) · Maluridae (Elfjes)    · Melampittidae (Paradijspitta's) · Melanocharitidae (Bessenpikkers) · Melanopareiidae (Maansluipers) · Meliphagidae (Honingeters) · Menuridae (Liervogels) · Mimidae (Spotlijsters) · Mitrospingidae (Mitrospingustangaren) · Modulatricidae (Vlekkeellijsters) · Mohoidae (O'o's) · Mohouidae (Mohoua's) · Monarchidae (Monarchen) · Motacillidae (Kwikstaarten en piepers) · Muscicapidae (Vliegenvangers) · Nectariniidae (Honingzuigers) · Neosittidae (Boomlopers) · Nesospingidae (Puertoricaanse tangare) ·  Nicatoridae (Nicators) · Notiomystidae (Hihi) · Onychorhynchidae (Kroontirannen) ·  Oreoicidae (Oreoica's) · Oriolidae (Wielewalen en vijgvogels) · Orthonychidae (Stronklopers) · Oxyruncidae (Scherpsnavel) ·  Pachycephalidae (Dikkoppen en fluiters) · Panuridae (Baardmannetje) · Paradisaeidae (Paradijsvogels) · Paradoxornithidae (Diksnavelmezen) · Paramythiidae (Prachtbessenpikkers) · Pardalotidae (Diamantvogels) · Paridae (Mezen) · Parulidae (Amerikaanse zangers) · Passerellidae (Amerikaanse gorzen) · Passeridae (Mussen) · Pellorneidae (Grondtimalia's) · Petroicidae (Australische vliegenvangers) · Peucedramidae (Oranjekopzanger) · Phaenicophilidae (Hispaniolatangaren) · Philepittidae (Asities) · Phylloscopidae (Boszangers) · Picathartidae (Kaalkopkraaien) · Pipridae (Manakins) · Pittidae (Pitta's) · Pityriasidae (Borstelkop) · Platylophidae (Maleise kuifgaai) · Platysteiridae (Lelvliegenvangers) · Ploceidae (Wevers en verwanten) · Pnoepygidae (Pnoepyga's) · Polioptilidae (Muggenvangers) · Pomatostomidae (Australaziatische babbelaars) · Promeropidae (Afrikaanse suikervogels) · Prunellidae (Heggenmussen) · Psophodidae (Zwiepfluiters) · Ptiliogonatidae (Zijdevliegenvangers) · Ptilonorhynchidae (Prieelvogels) · Pycnonotidae (Buulbuuls) · Regulidae (Goudhaantjes) · Remizidae (Buidelmezen) · Rhagologidae (Geschubde dikkop) · Rhinocryptidae (Tapaculo's) · Rhipiduridae (Waaierstaarten) · Rhodinocichlidae (Troepiaaltangare) · Salpornithidae (Gevlekte boomkruipers) · Sapayoidae (Breedbekmanakin) · Scotocercidae (Maquiszanger) · Sittidae (Boomklevers) · Spindalidae (Spindalissen) · Stenostiridae (Elfvliegenvangers) · Sturnidae (Spreeuwen) · Sylviidae (Grasmussen) · Teretistridae (Cubaanse zangers) · Thamnophilidae (Miervogels) · Thraupidae (Tangaren) · Tichodromidae (Rotskruiper) · Timaliidae (Timalia's) · Tityridae (Tityra's) · Troglodytidae (Winterkoningen) · Turdidae (Lijsters) · Tyrannidae (Tirannen) · Urocynchramidae (Przewalski's roodmus) · Vangidae (Vanga's) · Viduidae (Wida's) · Vireonidae (Vireo's) · Zeledoniidae (Zeledonia) · Zosteropidae (Brilvogels)